# Cientista
Cientista é uma pessoa que realiza pesquisas científicas para avançar o conhecimento em uma área de interesse. Os cientistas são motivados a trabalhar de várias maneiras. Muitos têm o desejo de entender por que o mundo é como o vemos e como ele veio a ser. Eles exibem uma forte curiosidade sobre a realidade.
Na antiguidade clássica, não havia um análogo antigo real de um cientista moderno. Em vez disso, os filósofos envolvidos no estudo filosófico da natureza chamado filosofia natural, um precursor da ciência natural. Embora Tales (por volta de 624-545 a.C.) tenha sido indiscutivelmente o primeiro cientista a descrever como os eventos cósmicos podem ser vistos como naturais, não necessariamente causados por deuses, não foi até o século XIX que o termo cientista entrou em uso regular depois de ser cunhado pelo teólogo, filósofo e historiador da ciência William Whewell em 1833.
Nos tempos modernos, muitos cientistas têm diplomas avançados em uma área da ciência e seguem carreiras em vários setores da economia, como academia, indústria, governo e ambientes sem fins lucrativos.

## História

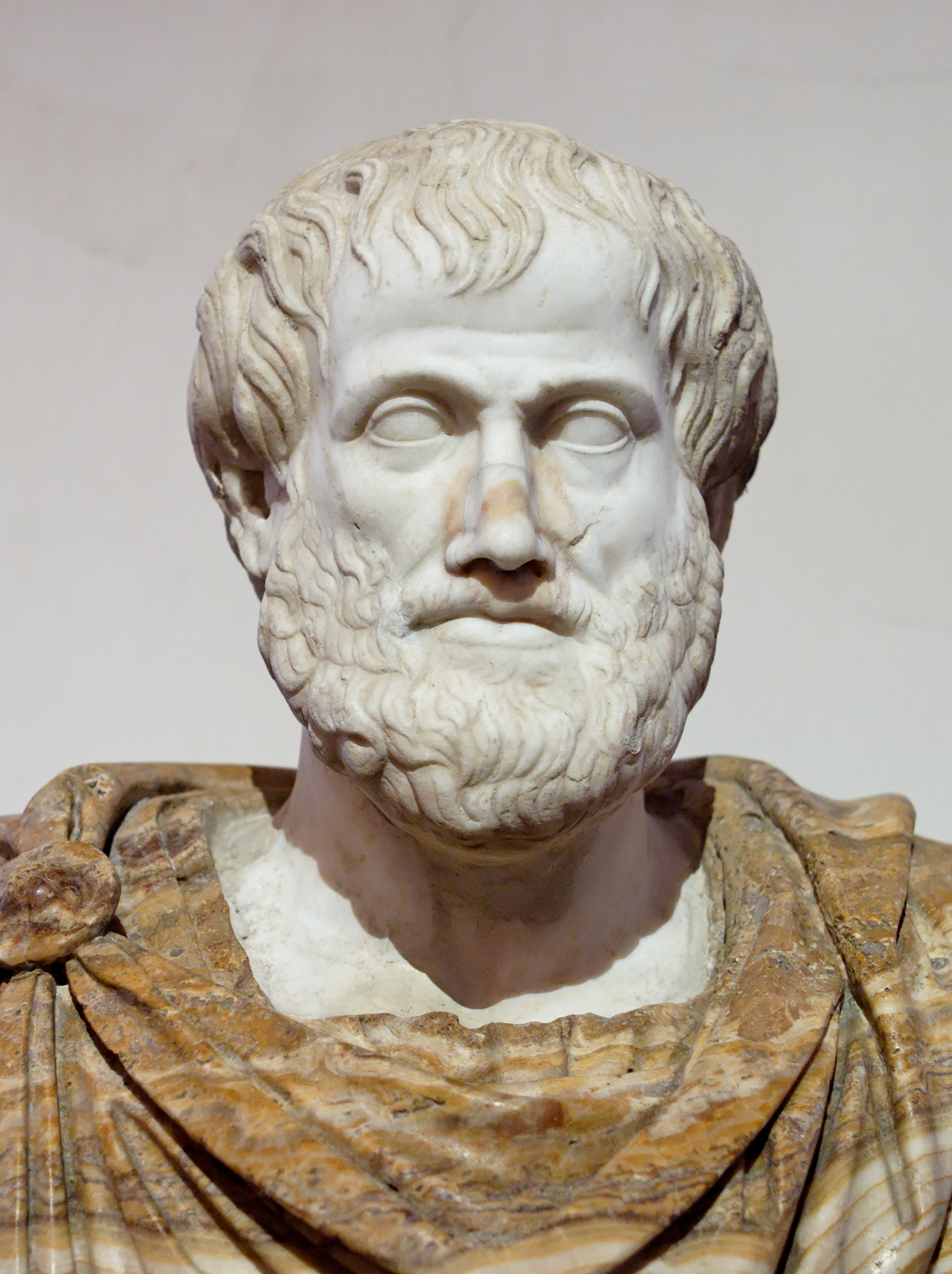
"Ninguém na história da civilização moldou mais nossa compreensão da ciência e da filosofia natural do que o grande filósofo e cientista grego Aristóteles (384-322 a.C.), que exerceu uma influência profunda e abrangente por mais de dois mil anos" —Gary B. Ferngren

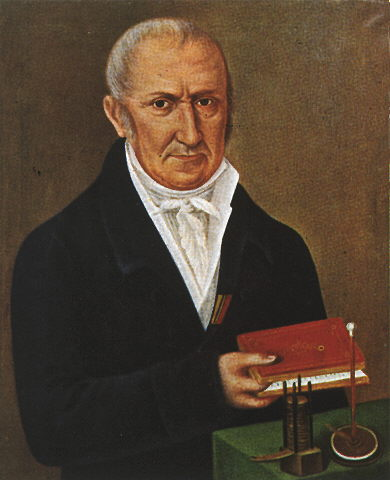
Alessandro Volta, o inventor da bateria elétrica e descobridor do metano, é amplamente considerado um dos maiores cientistas da história.

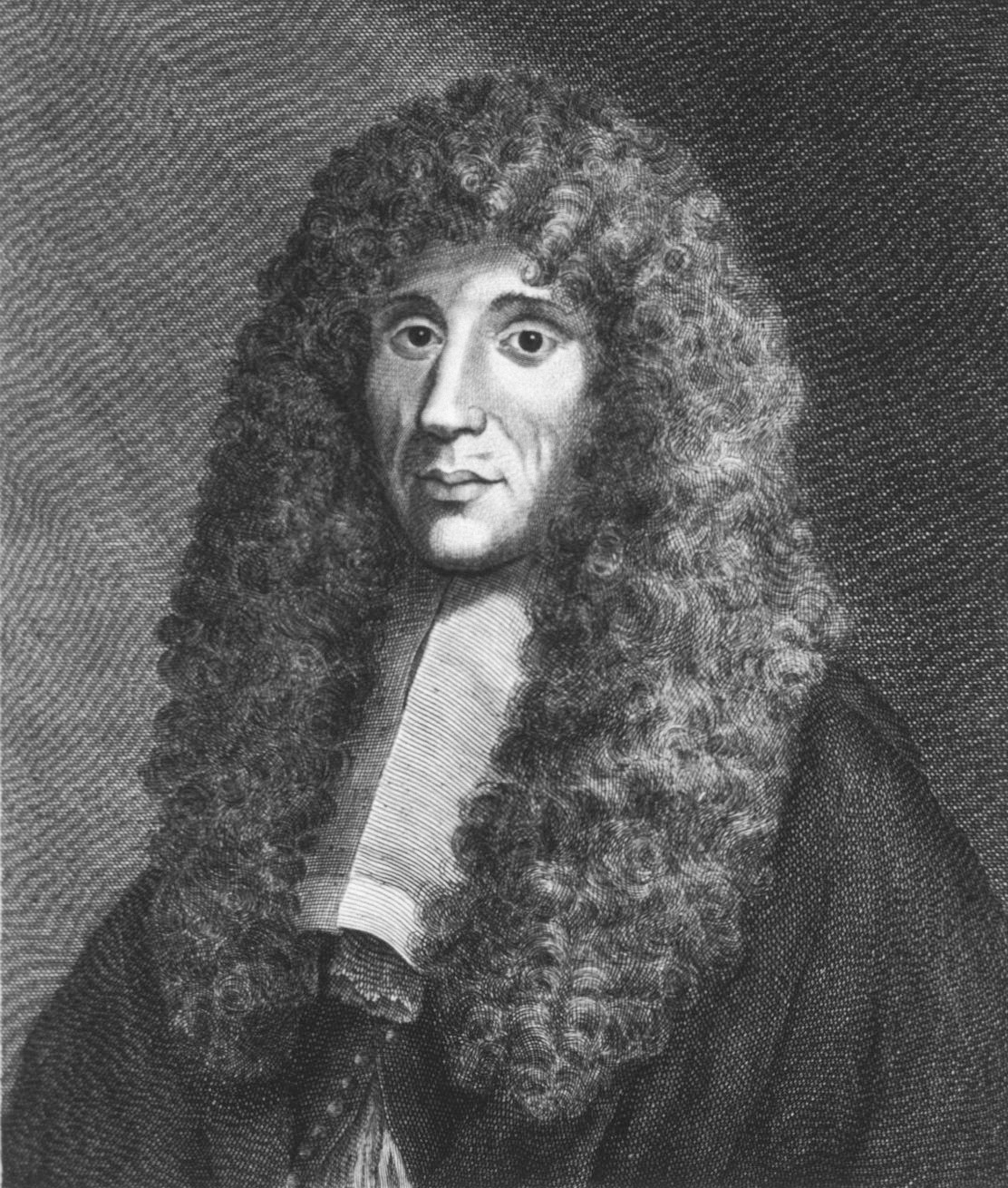
Francesco Redi, referido como o "pai da parasitologia moderna", é o fundador da biologia experimental.

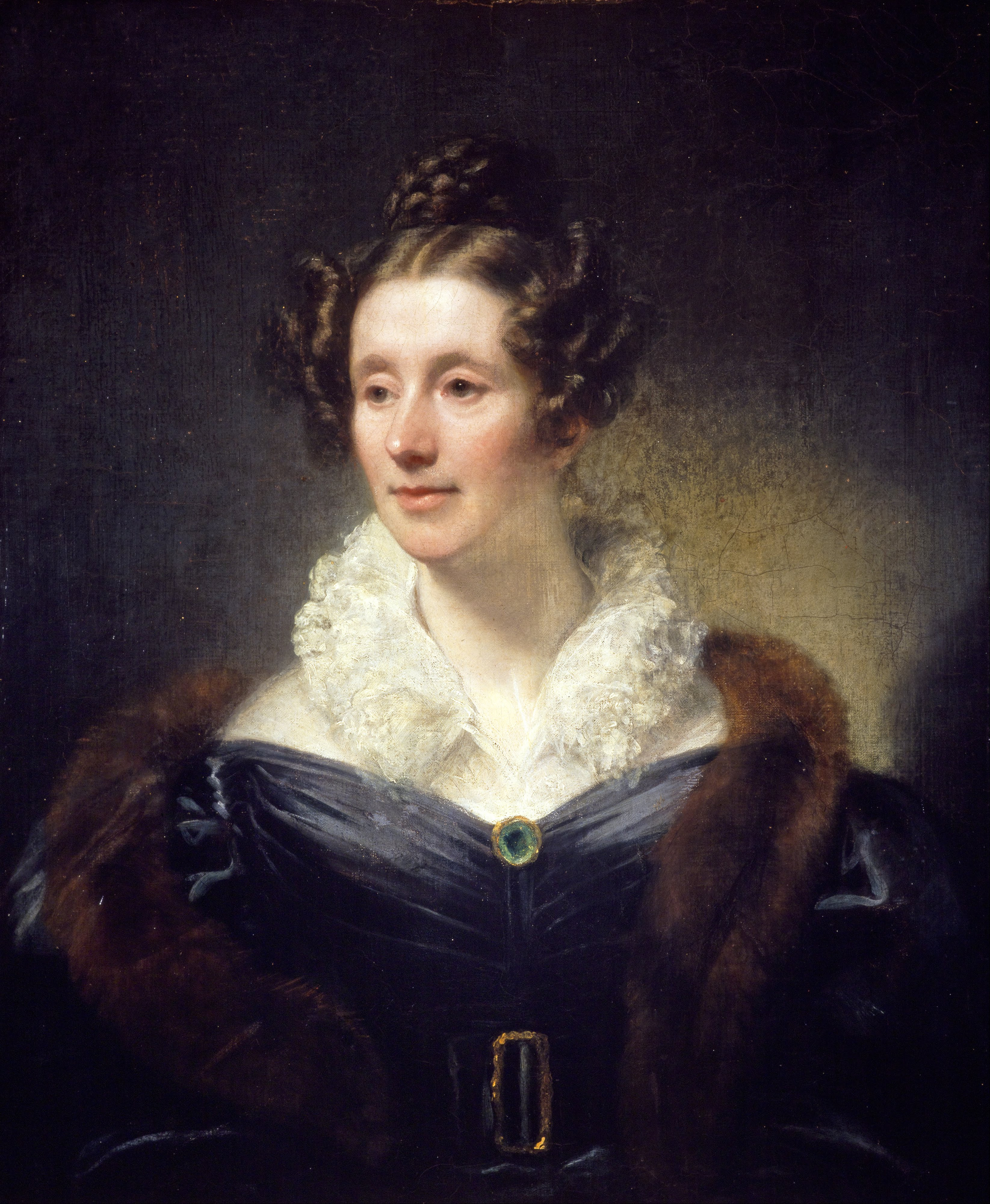
Mary Somerville, para quem a palavra "cientista" foi cunhada.

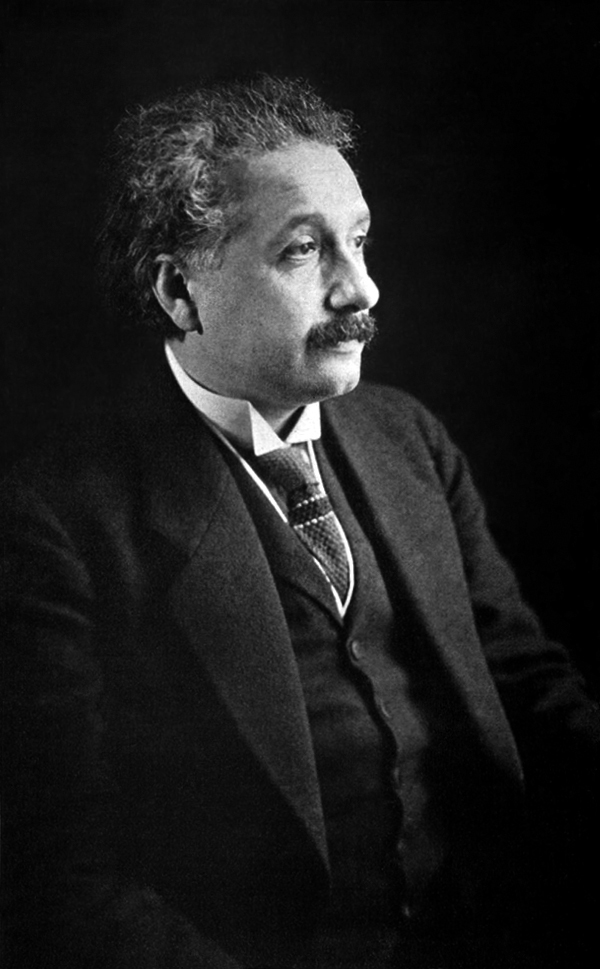
O físico Albert Einstein desenvolveu a teoria da relatividade geral e fez muitas contribuições substanciais para a física.

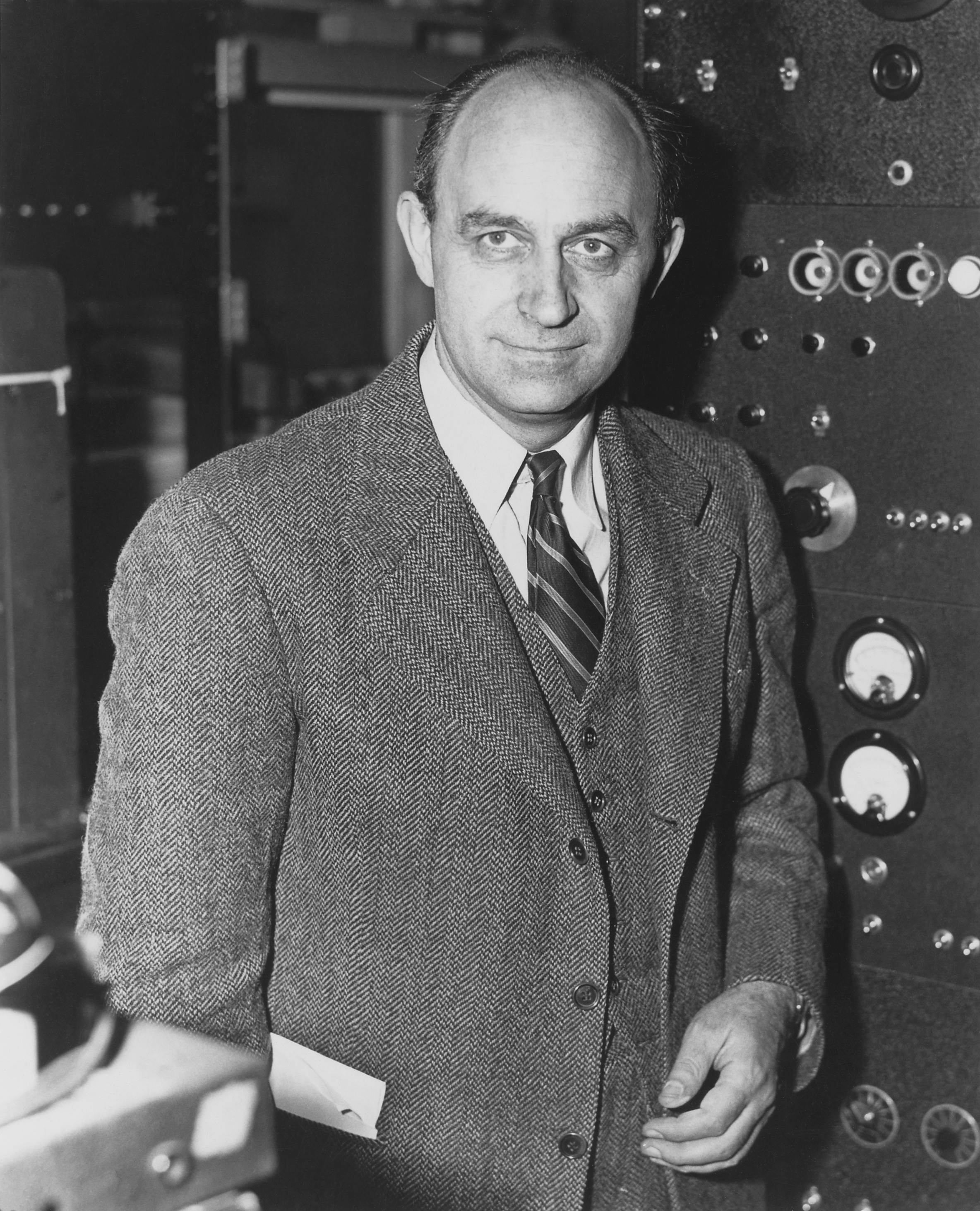
O físico Enrico Fermi é creditado com a criação da primeira bomba atômica e reator nuclear do mundo.

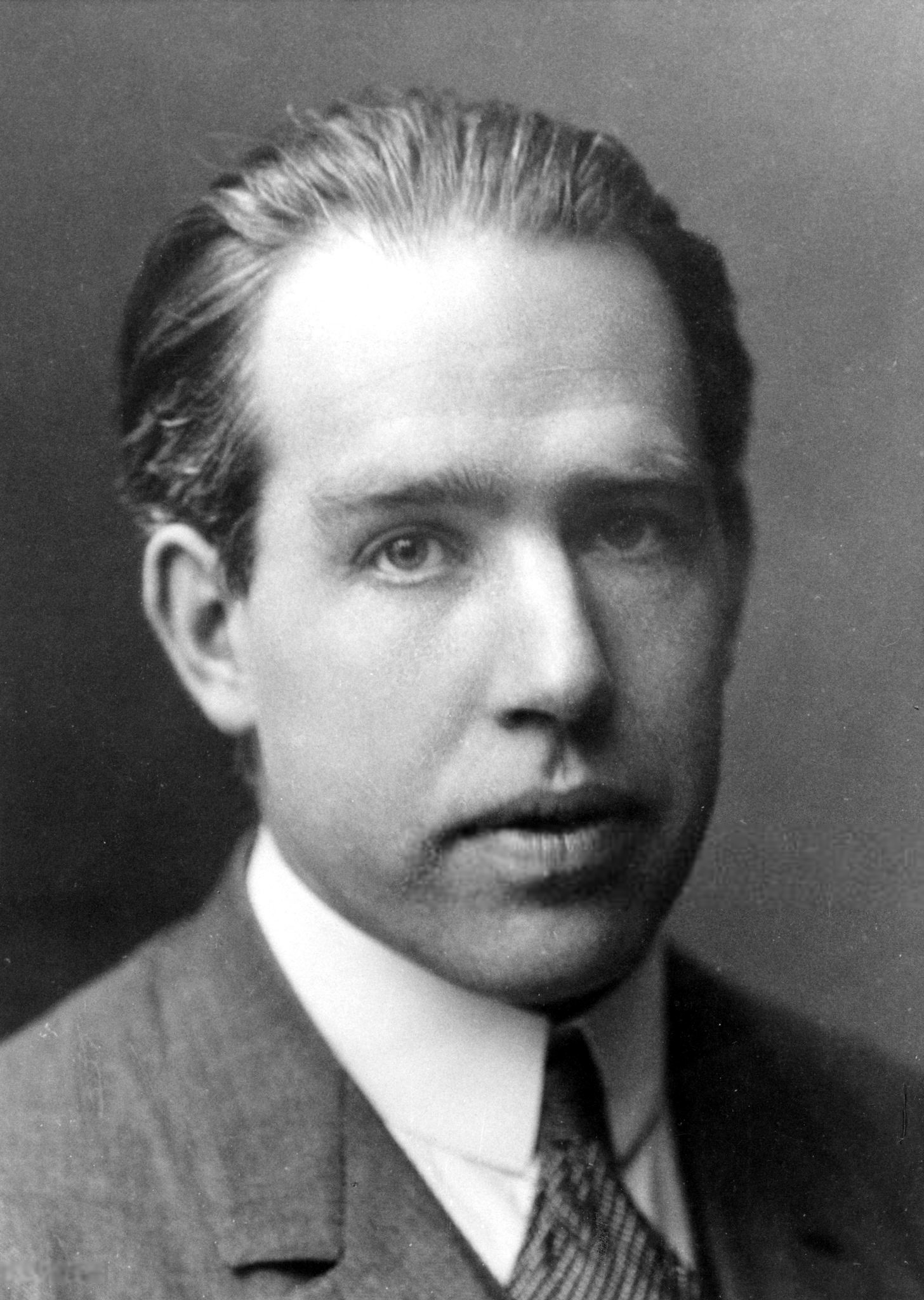
O físico atômico Niels Bohr fez contribuições fundamentais para a compreensão da estrutura atômica e da teoria quântica.

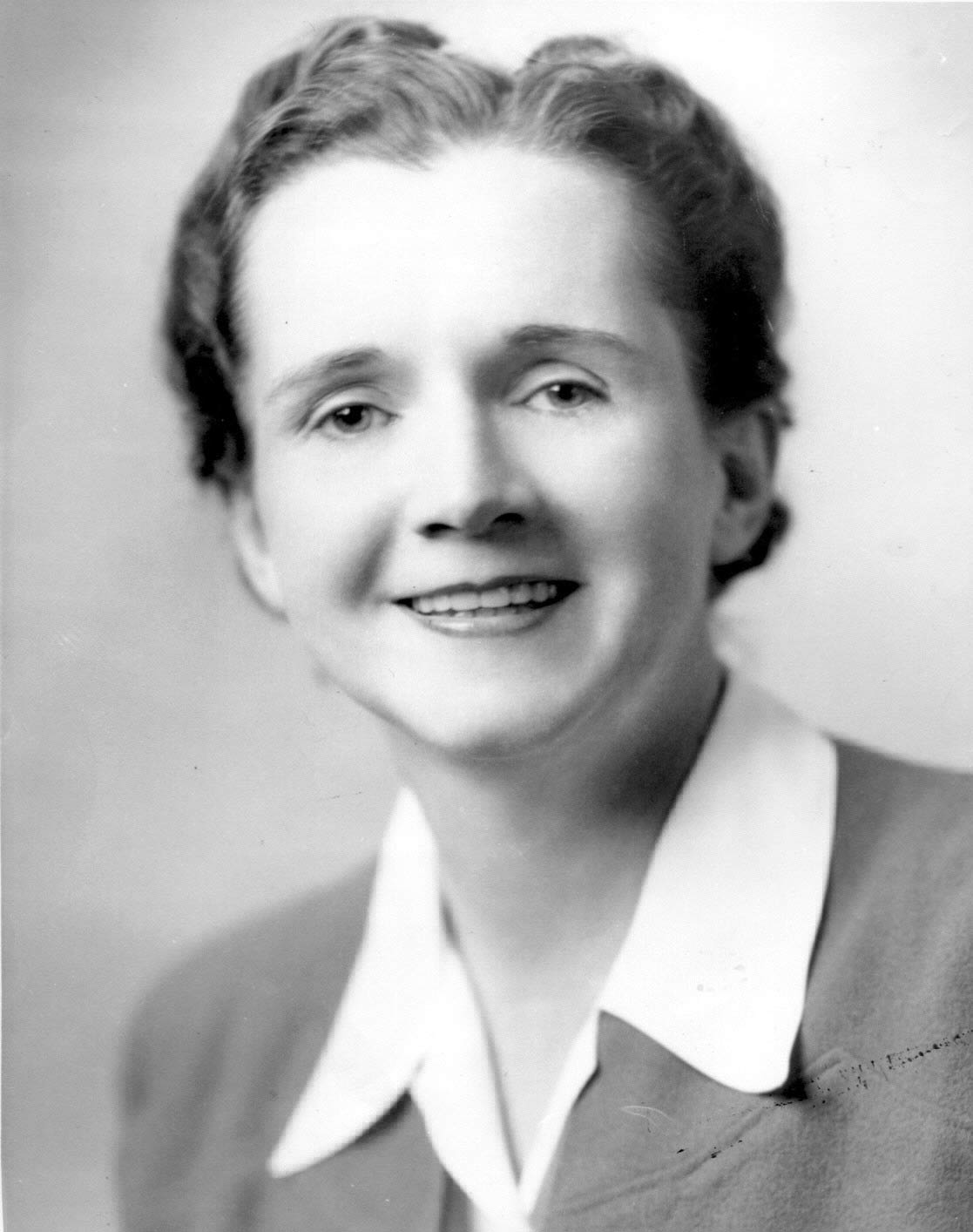
A bióloga marinha Rachel Carson lançou o movimento ambientalista do século XX.

Os papéis dos "cientistas", e seus predecessores antes do surgimento das disciplinas científicas modernas, evoluíram consideravelmente ao longo do tempo. Cientistas de diferentes épocas (e antes deles, filósofos naturais, matemáticos, historiadores naturais, teólogos naturais, engenheiros e outros que contribuíram para o desenvolvimento da ciência) tiveram lugares muito diferentes na sociedade, e as normas sociais, valores éticos e virtudes epistêmicas associadas aos cientistas—e esperadas deles—também mudaram ao longo do tempo. Consequentemente, muitas figuras históricas diferentes podem ser identificadas como primeiros cientistas, dependendo de quais características da ciência moderna são consideradas essenciais.
Alguns historiadores apontam a Revolução Científica, que começou no século XVI, como o período em que a ciência em uma forma reconhecidamente moderna se desenvolveu. Não foi até o século XIX que mudanças socioeconômicas suficientes ocorreram para que os cientistas surgissem como uma profissão importante.

### Antiguidade clássica
O conhecimento sobre a natureza na antiguidade clássica foi buscado por muitos tipos de estudiosos. As contribuições gregas para a ciência—incluindo obras de geometria e astronomia matemática, primeiros relatos de processos biológicos e catálogos de plantas e animais, e teorias de conhecimento e aprendizagem - foram produzidos por filósofos e médicos, bem como praticantes de vários ofícios. Esses papéis, e suas associações com o conhecimento científico, se espalharam com o Império Romano e, com a expansão do Cristianismo, tornaram-se intimamente ligados às instituições religiosas na maioria dos países europeus. Astrologia e astronomia tornaram-se uma área importante do conhecimento, e o papel do astrônomo/astrólogo se desenvolveu com o apoio de patrocínio político e religioso. Na época do sistema das universidades medievais, o conhecimento foi dividido no trivium—filosofia, incluindo filosofia natural—e no quadrivium—matemática, incluindo astronomia. Portanto, os análogos medievais dos cientistas eram frequentemente filósofos ou matemáticos. O conhecimento sobre plantas e animais era amplamente domínio dos médicos.

### Idade Média
A ciência no Islã medieval gerou alguns novos modos de desenvolvimento do conhecimento natural, embora ainda dentro dos limites dos papéis sociais existentes, como filósofo e matemático. Muitos proto-cientistas da Era de Ouro Islâmica são considerados polímatas, em parte devido à falta de algo correspondente às modernas disciplinas científicas. Muitos desses primeiros polímatas também eram sacerdotes religiosos e teólogos: por exemplo, Alhazen e al-Biruni eram mutakallimiin; o médico Avicenna era um hafiz; o médico Ibn al-Nafis era hafiz, muhaddith e ulema; o botânico Otto Brunfels era teólogo e historiador do protestantismo; o astrônomo e médico Nicolaus Copernicus era sacerdote. Durante o Renascimento Italiano cientistas como Leonardo da Vinci, Michelangelo, Galileu Galilei e Gerolamo Cardano foram considerados os polímatas mais reconhecidos.

### Renascimento
Durante o Renascimento, os italianos fizeram contribuições substanciais para a ciência. Leonardo da Vinci fez descobertas significativas em paleontologia e anatomia. O Pai da ciência moderna, Galileu Galilei, fez melhorias importantes no termômetro e no telescópio, o que lhe permitiu observar e descrever claramente o sistema solar. Descartes não foi apenas um pioneiro da geometria analítica, mas formulou uma teoria de mecânica e avançou ideias sobre as origens do movimento animal e percepção. A visão interessava aos físicos Young e Helmholtz, que também estudaram óptica, audição e música. Newton estendeu a matemática de Descartes inventando o cálculo (ao mesmo tempo que Leibniz). Ele forneceu uma formulação abrangente da mecânica clássica e investigou a luz e a óptica. Fourier fundou um novo ramo da matemática — séries infinitas e periódicas — estudou o fluxo de calor e a radiação infravermelha, e descobriu o efeito estufa. Girolamo Cardano, Blaise Pascal, Pierre de Fermat, John von Neumann, Alan Turing, Aleksandr Khinchin, Andrey Markov e Norbert Wiener, todos matemáticos, fizeram grandes contribuições para a ciência e a teoria das probabilidades, incluindo as ideias por trás dos computadores, e alguns dos fundamentos da mecânica estatística e da mecânica quântica. Muitos cientistas inclinados à matemática, incluindo Galileu, também eram músicos.
Existem muitas histórias fascinantes em medicina e biologia, como o desenvolvimento de ideias sobre a circulação do sangue de Galen a Harvey. Alguns estudiosos e historiadores atribuem ao cristianismo a contribuição para o surgimento da Revolução Científica.

### Idade da Ilustração
Durante a idade da Ilustração, Luigi Galvani, o pioneiro da bioeletromagnetismo, descobriu a eletricidade animal. Ele descobriu que uma carga aplicada à medula espinhal de uma rã podia gerar espasmos musculares em todo o seu corpo. Cargas podiam fazer pernas de rã saltarem, mesmo que as pernas não estivessem mais presas a uma rã. Enquanto cortava uma perna de rã, o bisturi de aço de Galvani tocou um gancho de latão que segurava a perna no lugar. A perna se contraiu. Experimentos adicionais confirmaram esse efeito, e Galvani estava convencido de que estava vendo os efeitos do que ele chamou de eletricidade animal, a força vital dentro dos músculos da rã. Na Universidade de Pavia, o colega de Galvani, Alessandro Volta, conseguiu reproduzir os resultados, mas estava cético quanto à explicação de Galvani.
Lazzaro Spallanzani é uma das figuras mais influentes na fisiologia experimental e nas ciências naturais. Suas investigações exerceram uma influência duradoura nas ciências médicas. Ele fez contribuições importantes para o estudo experimental das funções corporais e da reprodução animal.
Francesco Redi descobriu que microorganismos podem causar doenças.

### Século XIX
Até o final do século XIX ou início do século XX, os cientistas ainda eram referidos como "filósofos naturais" ou "homens de ciência".
O filósofo e historiador da ciência inglês William Whewell cunhou o termo "cientista" em 1833, e ele apareceu pela primeira vez impresso na revisão anônima de Whewell de 1834 sobre o livro de Mary Somerville On the Connexion of the Physical Sciences publicado na Quarterly Review. Whewell escreveu sobre "uma inclinação crescente para a separação e desmembramento" nas ciências; enquanto termos altamente específicos proliferavam—químico, matemático, naturalista—o termo amplo "filósofo" já não era satisfatório para agrupar aqueles que perseguiam a ciência, sem as advertências de "filósofo natural" ou "filósofo experimental". Whewell comparou essas divisões crescentes com o objetivo de Somerville de "[prestar] um serviço mais importante à ciência" "mostrando como ramos destacados têm, na história da ciência, se unido pela descoberta de princípios gerais". Whewell relatou em sua revisão que membros da British Association for the Advancement of Science vinham reclamando em reuniões recentes sobre a falta de um bom termo para "estudantes do conhecimento do mundo material coletivamente." Aludindo a si mesmo, ele observou que "algum cavalheiro engenhoso propôs que, por analogia com 'artista', eles poderiam formar [a palavra] 'cientista', e acrescentou que não haveria escrúpulos em fazer uso livre desse termo, já que já temos palavras como 'economista' e 'ateu'—mas isso não foi geralmente bem aceito".Whewell propôs o termo novamente de forma mais séria (e não anonimamente) em seu livro de 1840 The Philosophy of the Inductive Sciences:

As terminações ize (em vez de ise), ism e ist, são aplicadas a palavras de todas as origens: assim temos to pulverize, to colonize, Witticism, Heathenism, Journalist, Tobacconist. Portanto, podemos criar tais palavras quando necessário. Como não podemos usar physician para um cultivador da física, eu o chamei de Physicist. Precisamos muito de um nome para descrever um cultivador da ciência em geral. Eu inclinaria a chamá-lo de Scientist. Assim poderíamos dizer, que como um Artista é um Músico, Pintor ou Poeta, um Cientista é um Matemático, Físico ou Naturalista.
Ele também propôs o termo physicist ao mesmo tempo, como um contraponto à palavra francesa physicien. Nenhum dos termos ganhou ampla aceitação até décadas depois; cientista tornou-se um termo comum no final do século XIX nos Estados Unidos e no início do século XX na Grã-Bretanha. No século XX, a noção moderna de ciência como uma marca especial de informação sobre o mundo, praticada por um grupo distinto e perseguida por um método único, estava essencialmente em vigor.

### Século XX
Marie Curie tornou-se a primeira mulher a ganhar o Prêmio Nobel e a primeira pessoa a ganhá-lo duas vezes. Seus esforços levaram ao desenvolvimento da energia nuclear e da Radioterapia para o tratamento do câncer. Em 1922, ela foi nomeada membro da Comissão Internacional de Cooperação Intelectual pelo Conselho da Liga das Nações. Ela fez campanha pelo direito dos cientistas de patentear suas descobertas e invenções. Ela também fez campanha pelo acesso livre à literatura científica internacional e por símbolos científicos reconhecidos internacionalmente.